# Kladská
Kladská (německy Glatzen, česky do roku 1945 Kladské) je osada a část města Mariánské Lázně v okrese Cheb v Karlovarském kraji. Leží asi sedm kilometrů severně od Mariánských Lázní. Byla založena jako lovecká osada roku 1875. V roce 2011 zde trvale žilo 56 obyvatel.
Leží při silnici III/2119 z Lázní Kynžvartu do Pramenů v nadmořské výšce 815 metrů, v těsném sousedství Kladského rybníka. Poblíž osady pramení Pramenský potok, nad osadou se zvedá vrch Lysina (982 m).
Dominantou osady obklopené lesy je dřevěný lovecký objekt v alpském stylu s možností ubytování, který byl původně loveckým zámečkem knížete Schönburga-Waldenburga (v Kladské má pamětní kámen s pamětní deskou). Opodál se nachází sídlo místního lesního závodu Lesů ČR. V Kladské je zastávka autobusu a v letní sezóně zde zastavuje i cyklobus. Je to oblíbené východisko pro výlety do národní přírodní rezervace Kladské rašeliny, začíná zde naučná stezka rezervací. V prodeji je turistická známka č. 92. V roce 2020 bylo území někdejšího loveckého revíru Kladská vyhlášeno krajinou památkovou zónou Kladská

## Architektura a urbanismus
Dochovaná architektura vznikla s výjimkou několika objektů v krátkém časovém úseku od 70. let 19. století do počátku 20. století. Místní architektura do krajiny Slavkovského lesa historicky nepatří, ovšem vzhledem k neexistenci téměř jakékoliv starší zástavby do místního přírodního rámce zapadá a působí velice přirozeným dojmem. Domy sloužily jak majitelům panství a jejich zaměstnancům, tak i turistům. Osada byla vzhledem k blízkosti lázeňských měst od svého počátku koncipována jako výletní a rekreační oblast. Prvotní inspirací se stal soubor staveb prezentovaný na národopisné části Světové výstavy ve Vídni roku 1873. Dříve se soudilo, že soubor staveb byl přivezen přímo z této výstavy. Nejnovější poznatky to však vyvracejí, ale rozhodně sloužily jako předloha. Nejvýznamnější stavbou celé osady je lovecký zámeček, který byl postaven v letech 1875–1876. Stavbu zhotovila švýcarská firma specializující se na dodávky dřevěných montovaných staveb. Dřevěné části stavby byly dovezeny ve 22 vagonech ze švýcarského Interlakenu a následně zkompletovány. V letech 1896–1945 sloužil objekt jako sídlo prince Sigismunda a jeho manželky Elfriedy. Bezprostřední okolí loveckého zámečku bylo upraveno jako romantický park s výsadbou dendrologicky zajímavých a vzácných dřevin. Park byl doplněn vodními plochami, jež navazují na rozsáhlá přírodní rašeliniště. V roce 1963 zámeček výrazně poškodil požár, při kterém téměř celé jižní křídlo shořelo. Zámeček se však podařilo věrně obnovit. Jižně od zámečku stojí výletní restaurace, postavená na konci 70. let 19. století na místě staršího hostince pravděpodobně z roku 1869. Oblíbeným výletním místem se stal až v polovině 80. let 19. století po otevření cesty z Mariánských Lázní na Kladskou. Poté začali restauraci navštěvovat lázeňští hosté. Hostinec byl nejprve pojmenován „Gasthaus Glatzen”, v roce 1881 se v tisku objevuje jako „Zum Kaiserwald” a od roku 1884 nese současný název „U Tokajícího tetřeva“ (Zum balzenden Auerhahn). S řadou původních řemeslných prvků patří objekt k nejautentičtějším stavbám Kladské.

## Obyvatelstvo
| Rok                                                                                      | 1869 | 1880 | 1890 | 1900 | 1910 | 1921 | 1930 | 1950 | 1961 | 1970 | 1980 | 1991 | 2001 | 2011 | 2021 |
| ---------------------------------------------------------------------------------------- | ---- | ---- | ---- | ---- | ---- | ---- | ---- | ---- | ---- | ---- | ---- | ---- | ---- | ---- | ---- |
| Počet obyvatel                                                                           | -    | -    | 70   | 35   | 50   | -    | 68   | -    | 44   | 81   | 71   | 66   | 67   | 56   | 32   |
| Počet domů                                                                               | -    | -    | 5    | 4    | 9    | 9    | 13   | -    | 12   | 15   | 12   | 13   | 14   | 14   | 13   |
| Počty v letech 1869, 1880, 1950 a obyvatel 1921 jsou zahrnuty v přehledu Lázní Kynžvart. |      |      |      |      |      |      |      |      |      |      |      |      |      |      |      |

## Obecní správa
Při sčítání lidu v letech 1961–1976 Kladská byla částí města Lázně Kynžvart v okrese Cheb. Od 1. dubna 1976 je částí města Mariánské Lázně v okrese Cheb.

## Pamětihodnosti
- Dlouhá stoka s Kladským a Novým rybníkem
- Dům přírody Slavkovského lesa

## Galerie

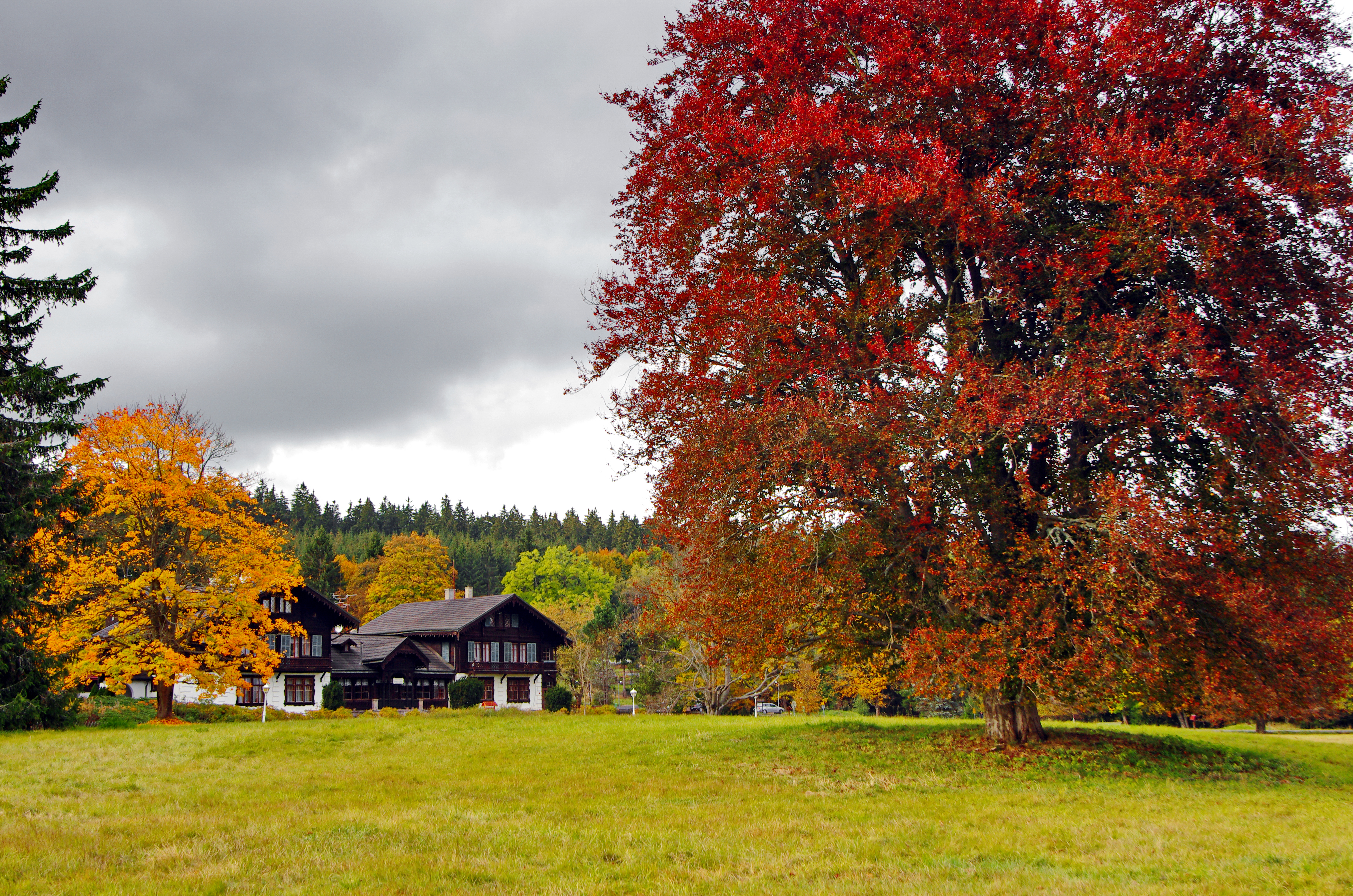
Podzim na Kladské
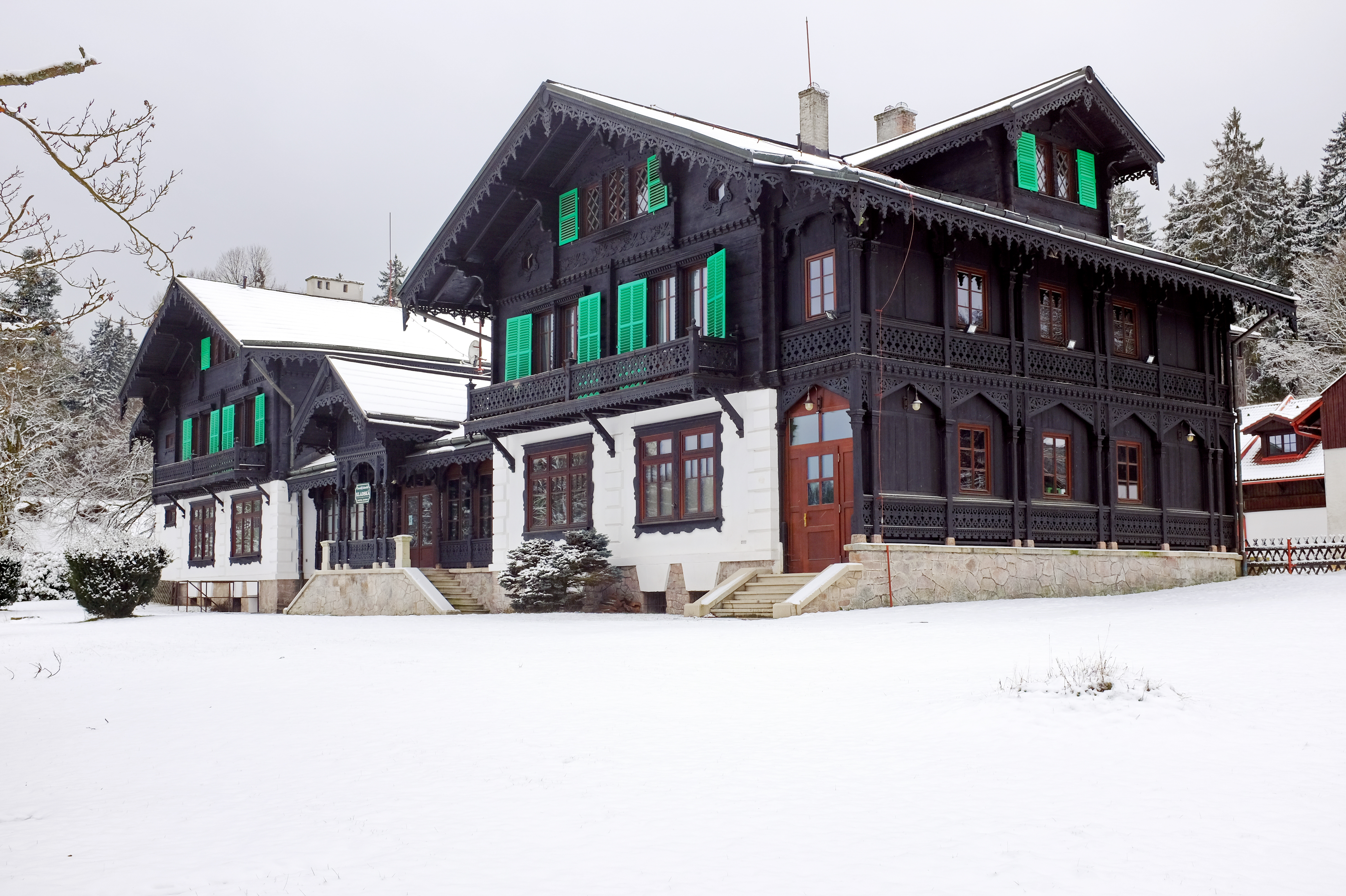
Lovecký zámeček
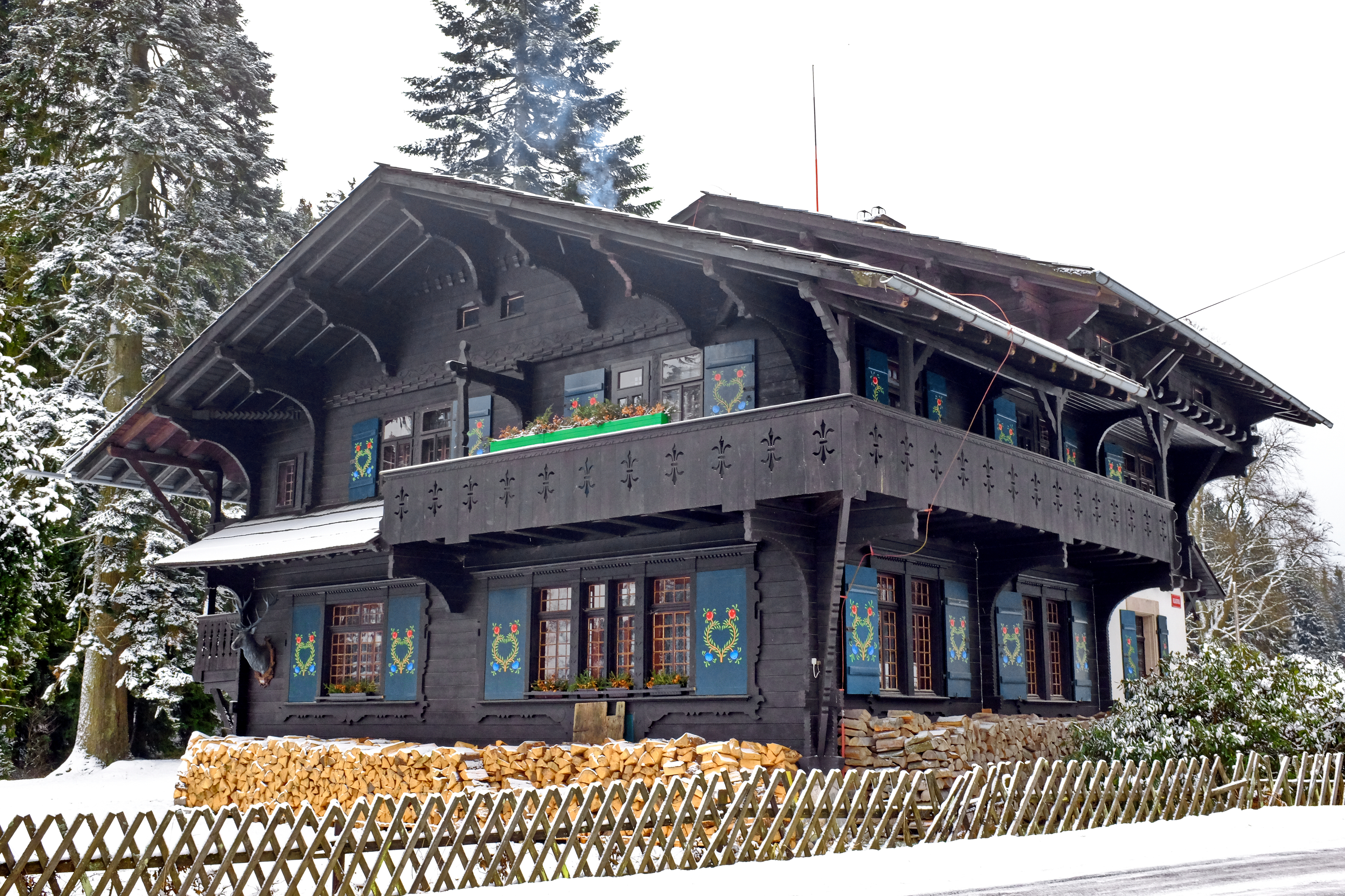
Apartmán Chalet
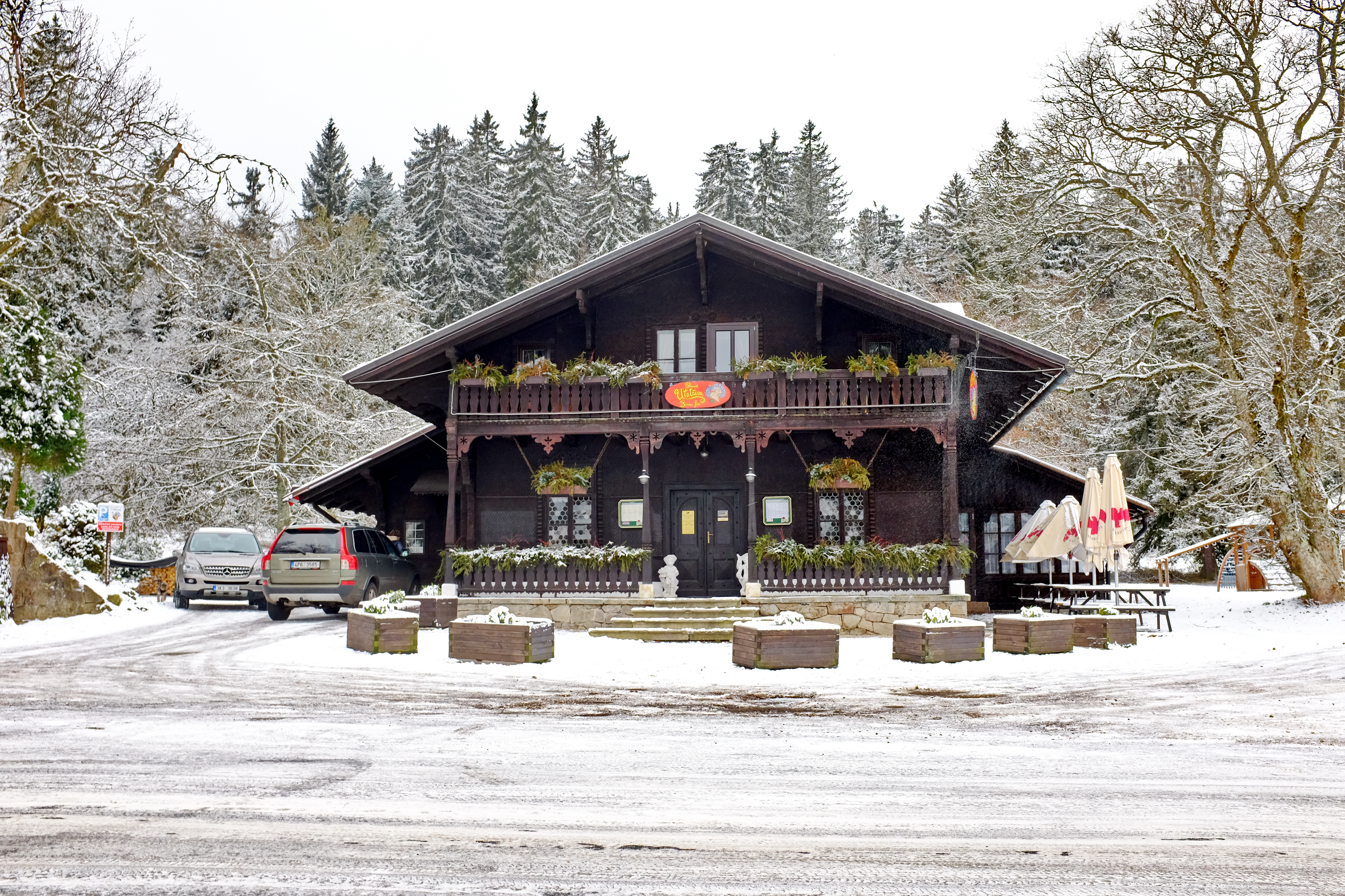
Pension U tetřeva
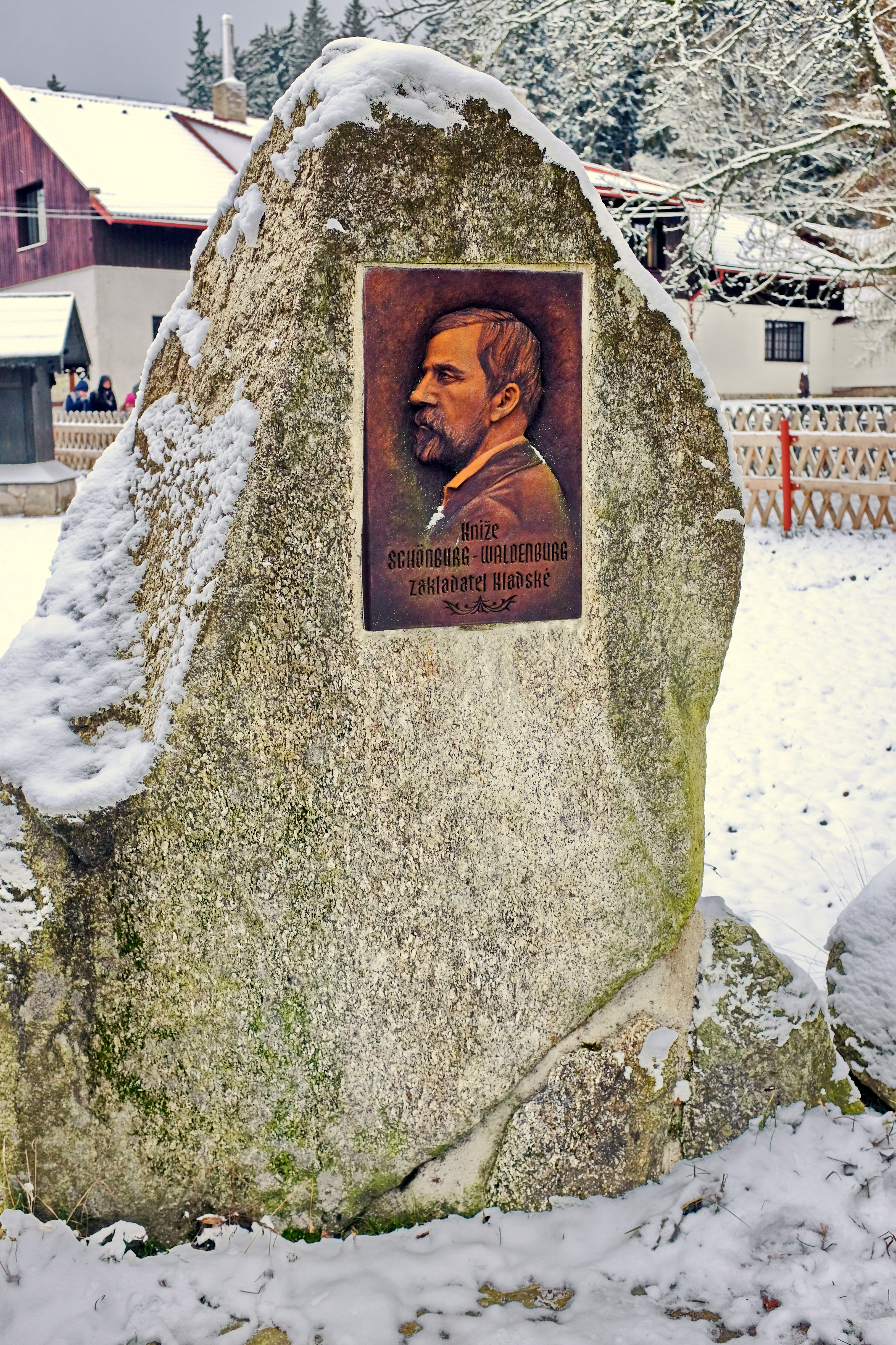
Pamětní deska knížete Schönburga-Waldenburga
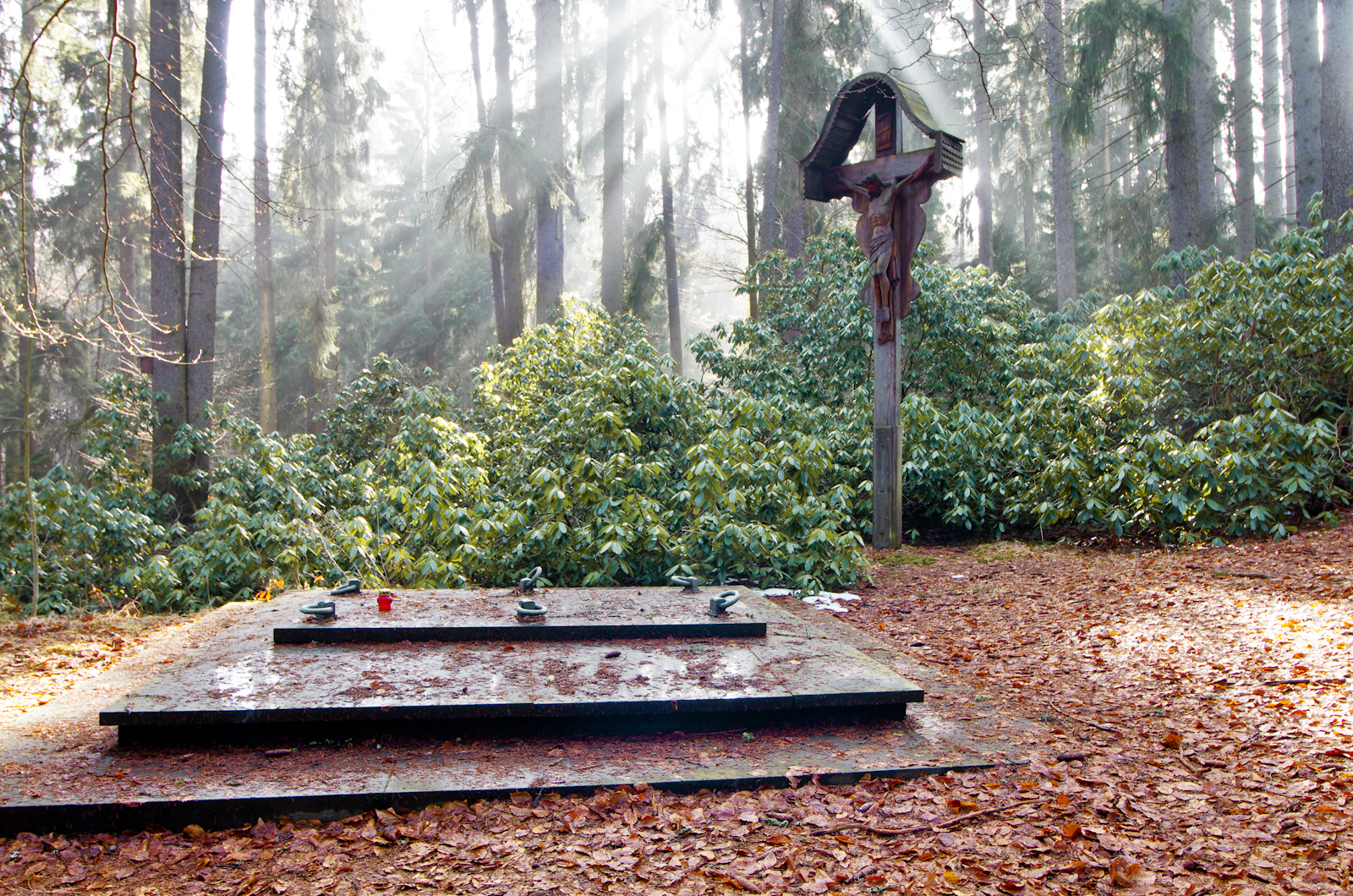
Lesní hrobka prince Otto Sigismunda S. W.
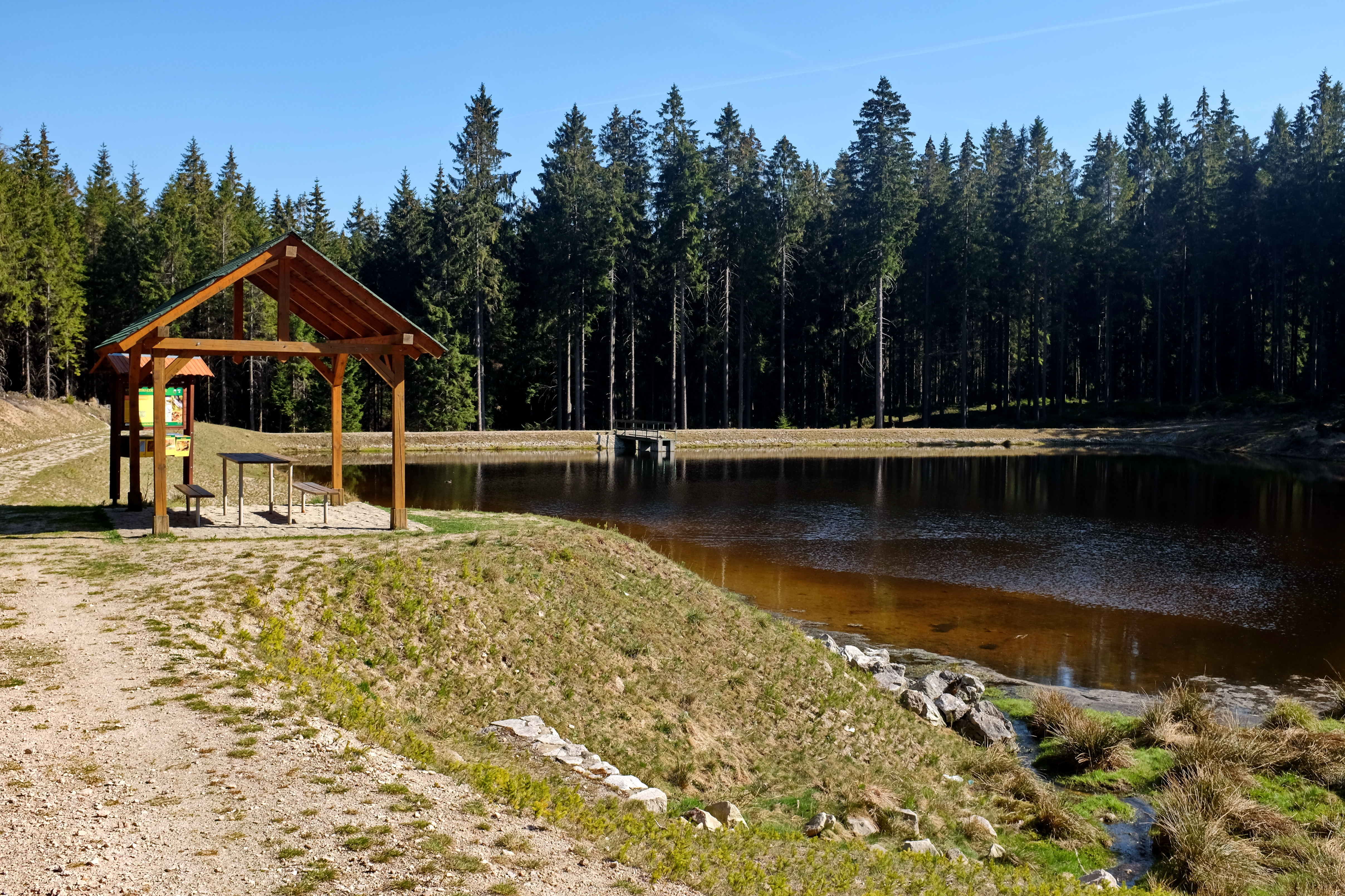
Černý rybník
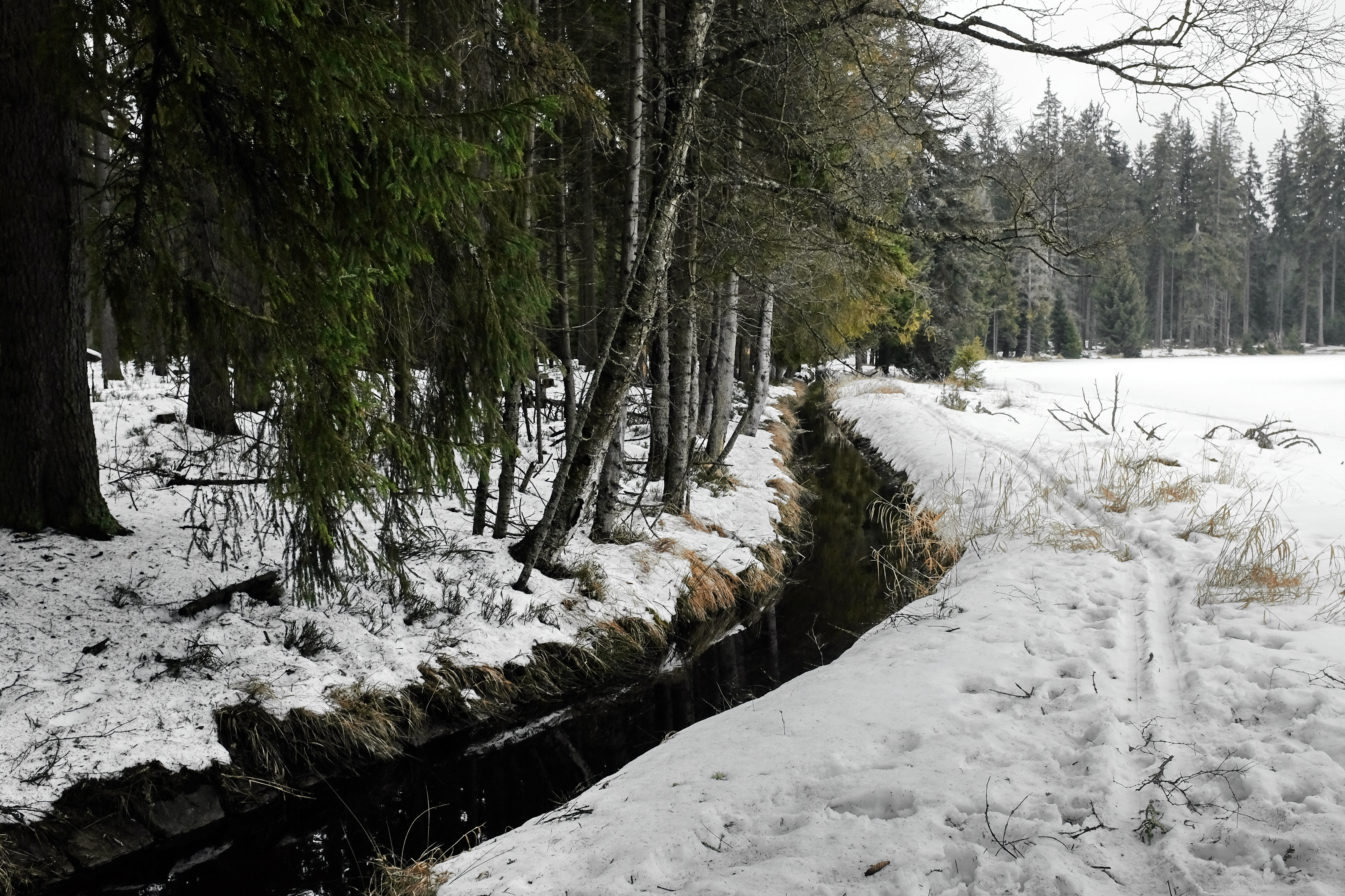
Dlouhá stoka pod Kladským rybníkem
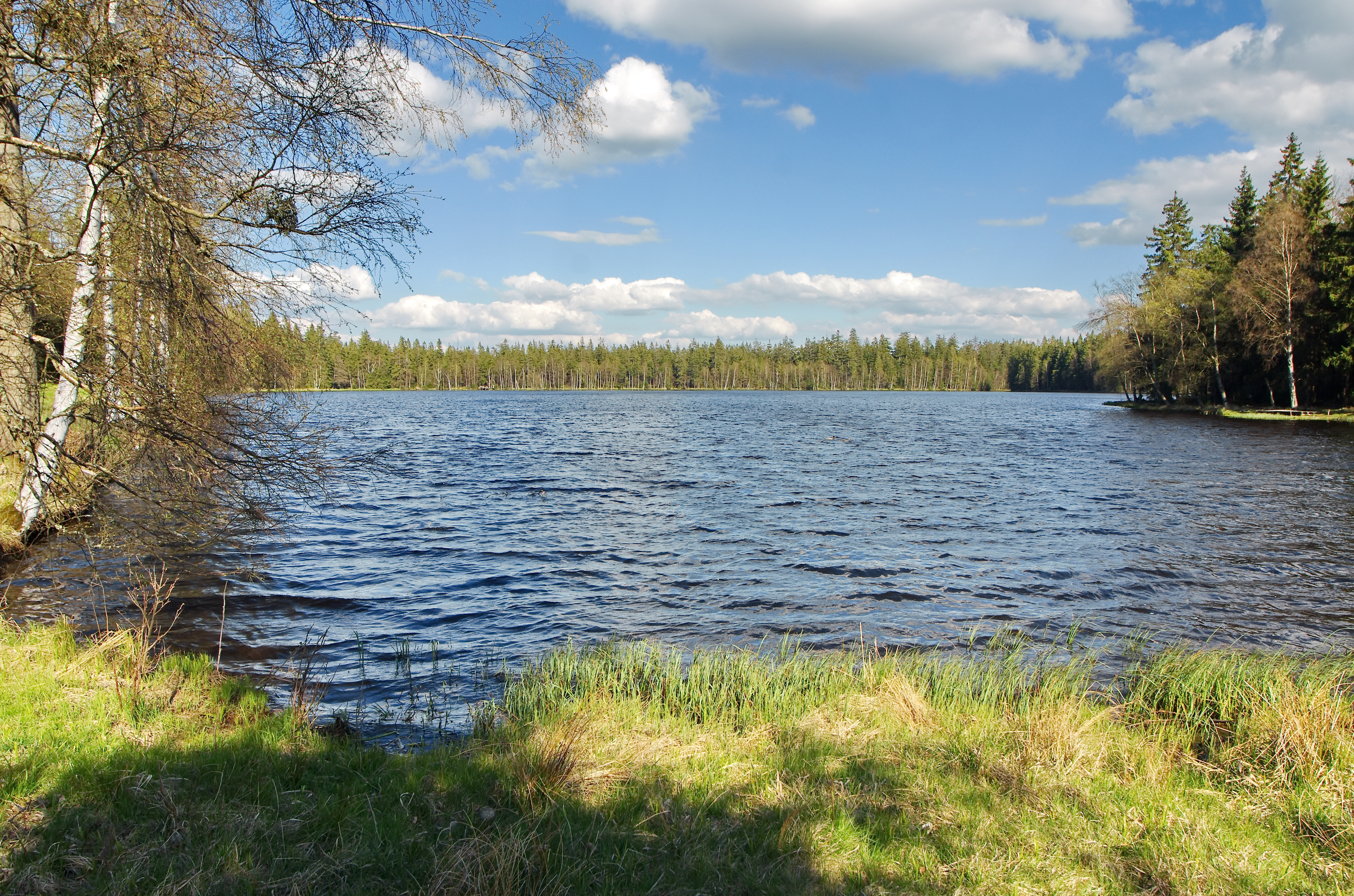
Kladský rybník